# Pakosławice (gmina)
Pakosławice est une gmina rurale du powiat de Nysa, Opole, dans le sud-ouest de la Pologne. Son siège est le village de Pakosławice, qui se situe environ 9 km au nord de Nysa et 43 km à l'ouest de la capitale régionale Opole.
La gmina couvre une superficie de 74,03 km2 pour une population de 3 899 habitants.

## Géographie
La gmina inclut les villages de Biechów, Bykowice, Frączków, Godkowice, Goszowice, Korzękwice, Naczków, Nowaki, Pakosławice, Prusinowice, Radowice, Reńska Wieś, Rzymiany, Słupice, Śmiłowice, Smolice, Spiny et Strobice.
La gmina borde les gminy de Grodków, Kamiennik, Łambinowice, Nysa, Otmuchów et Skoroszyce.